# Puits Saint-Charles
Vous lisez un « article de qualité » labellisé en 2015.  Il fait partie d'un « thème de qualité ».
Le puits Saint-Charles (ou puits no 8) est l'un des principaux charbonnages des houillères de Ronchamp. Il est situé à Ronchamp en Haute-Saône, dans l'Est de la France. Ce puits permet d'exploiter d'importantes couches de charbon au cours de la seconde moitié du XIXe siècle, et contribue ainsi à l'âge d'or de la compagnie.
Saint-Charles est ouvert pendant plus de cinquante ans, ce qui représente une grande longévité par rapport aux autres puits ouverts dans le bassin minier ronchampois. Il a également connu des catastrophes minières telles que des incendies et des coups de grisou. Ce puits se distingue par son système d'extraction révolutionnaire utilisant une machine à taquets. Ce procédé, trop complexe, est finalement abandonné à la suite de déboires techniques.
Après la fermeture, les bâtiments de la fosse sont convertis en logements ; les terrils sont même ré-exploités pendant l’entre-deux-guerres, car encore riches en charbon. Ces mêmes terrils, devenus décharge pour une usine voisine, s'embrasent à la fin du XXe siècle, causant la frayeur des populations locales.

## Situation avant le fonçage
Après le creusement du puits Saint-Louis au hameau de la Houillère en 1810, la compagnie creuse une série de puits proches des affleurements, d'une profondeur variant de 19  à   165 mètres. Mais les derniers puits, creusés vers 1830, ne trouvent plus de charbon. Ainsi, le puits no 5, poursuivi par sondage, ne trouve aucune trace de charbon et le puits no 6 tombe sur un soulèvement du terrain houiller lié à une faille. Le fonçage du puits no 7 est donc entrepris en 1839 afin de retrouver du charbon. Toutefois, la compagnie étant en faillite, la concession est mise en vente et le fonçage arrêté.
En 1843, Charles Demandre et Joseph Bezanson rachètent la concession de Ronchamp et poursuivent le fonçage du puits no 7. Ils retrouvent finalement du charbon à 205 mètres de profondeur, derrière le soulèvement. Peu de temps après la mise en service du puits du charbonnage no 7, le sondage X est entrepris dans la plaine de Champagney et d'importantes couches de houille sont découvertes. Le 28 août 1845, un arrêté préfectoral autorise le creusement du puits no 8.

## Fonçage

La méthode de fonçage « sous stot ».

Le fonçage du puits commence le 11 septembre 1845 avec une section rectangulaire de 4,64 mètres × 2,14 mètres ; le compartiment destiné à l'extraction mesure 1,70 mètre × 1,76 mètre. À la fin de l'année 1846, il atteint la profondeur de 180 mètres. Une machine à vapeur de 60 ch y est installée. Le 19 août 1847, à 225,80 mètres, est rencontrée la première couche avec 2,50 mètres d'épaisseur de houille pure.
Afin d'exploiter immédiatement la première couche, la compagnie utilise la technique de creusement « sous stot » : un second puits est creusé parallèlement au puits principal à partir de la première couche. Une fois la couche intermédiaire atteinte, une galerie est creusée pour arriver sous le puits principal et poursuivre son creusement jusqu'à la seconde couche. Lorsque les deux portions sont terminées, une jonction est effectuée. Ce creusement dure de septembre 1847 à avril 1848.

## Exploitation

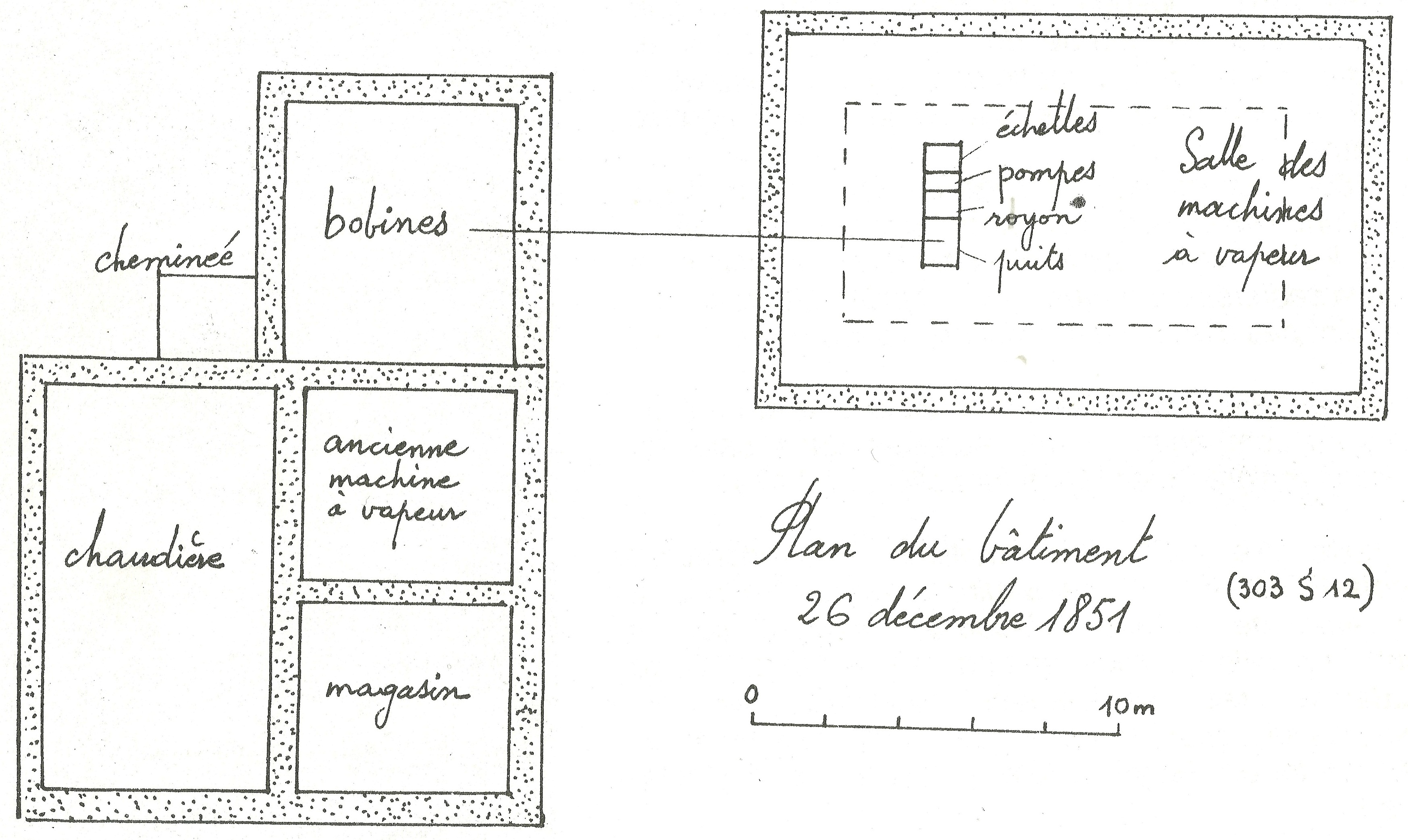
Plan des installations du puits Saint-Charles.

En 1848, une machine à vapeur composée d'un seul cylindre vertical d'un diamètre de 49 centimètres et d'une course de 1,356 mètre est installée. Il s'agit d'une machine Meyer fabriquée dans les ateliers de l’Expansion avec un volant de six mètres de diamètre. Le balancier de la machine d'extraction est soutenu par deux colonnes en fonte et des glissières verticales encadrent le piston. Le système de freinage manuel est rapidement remplacé par un frein à vapeur plus efficace.
La puissance de cette machine d'élève à 60 ch. Le compartiment d'extraction ne reçoit que deux guides et les cages glissent de chaque côté de ceux-ci. Les cages ne peuvent contenir qu'un seul chariot de 315 kg. Le roulage est réalisé à la brouette dans les galeries et avec des chariots sur des rails en fonte ou en bois. La même année est foncé un grand plan incliné d'une longueur de 700 mètres destiné à suivre la couche de houille.

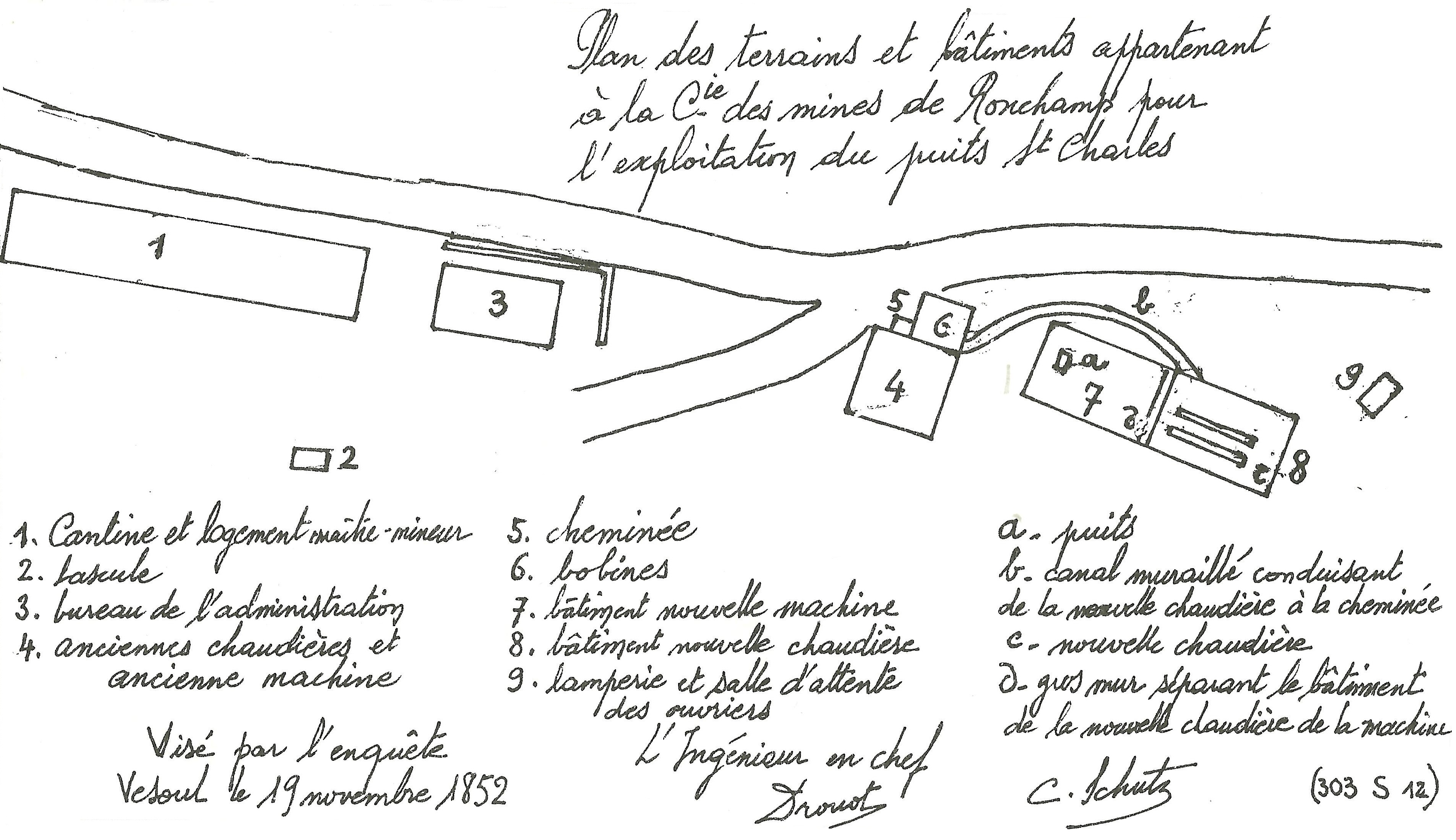
Plan du carreau du puits Saint-Charles :

En 1850, 57 413 tonnes de houille sont extraites des entrailles du puits Saint-Charles. Ce dernier exploite parmi les veines les plus importantes des houillères de Ronchamp, notamment une couche de quatre mètres d'épaisseur en 1862 et une autre de trois mètres de puissance découverte quatre années plus tard. En juin 1861, l'exploitation au puits Saint-Charles se fait sans interruption et permet d'extraire 2 585 tonnes de houille. Pourtant, ce n'est plus le puits le plus productif car celui de Saint-Joseph extrait 6 258 tonnes et celui de Sainte-Barbe 2 622 tonnes au cours du même mois. La production s'élève à 24 292,8 tonnes en 1861, 30 205,7 tonnes en 1862 et 67 036 tonnes en 1863.
En 1868, la partie la plus importante de la deuxième couche est exploitée et la production atteint 100 tonnes par jour. Au même moment, la liaison avec le puits Sainte-Marie s'achève, favorisant l'aérage. En 1873, toute l'extraction du puits Saint-Charles s'effectue dans la deuxième couche par les étages 260 et 315, et on songe à exploiter la couche intermédiaire (située entre la première et la seconde couches). Trois ans plus tard, au mois de janvier, 2 610 tonnes de houille, 550 mètres cubes d'eau et 673 tonnes de déblais sont remontés du puits. En 1877, un téléphone est installé pour communiquer avec le fond du puits.

### La machine à taquets

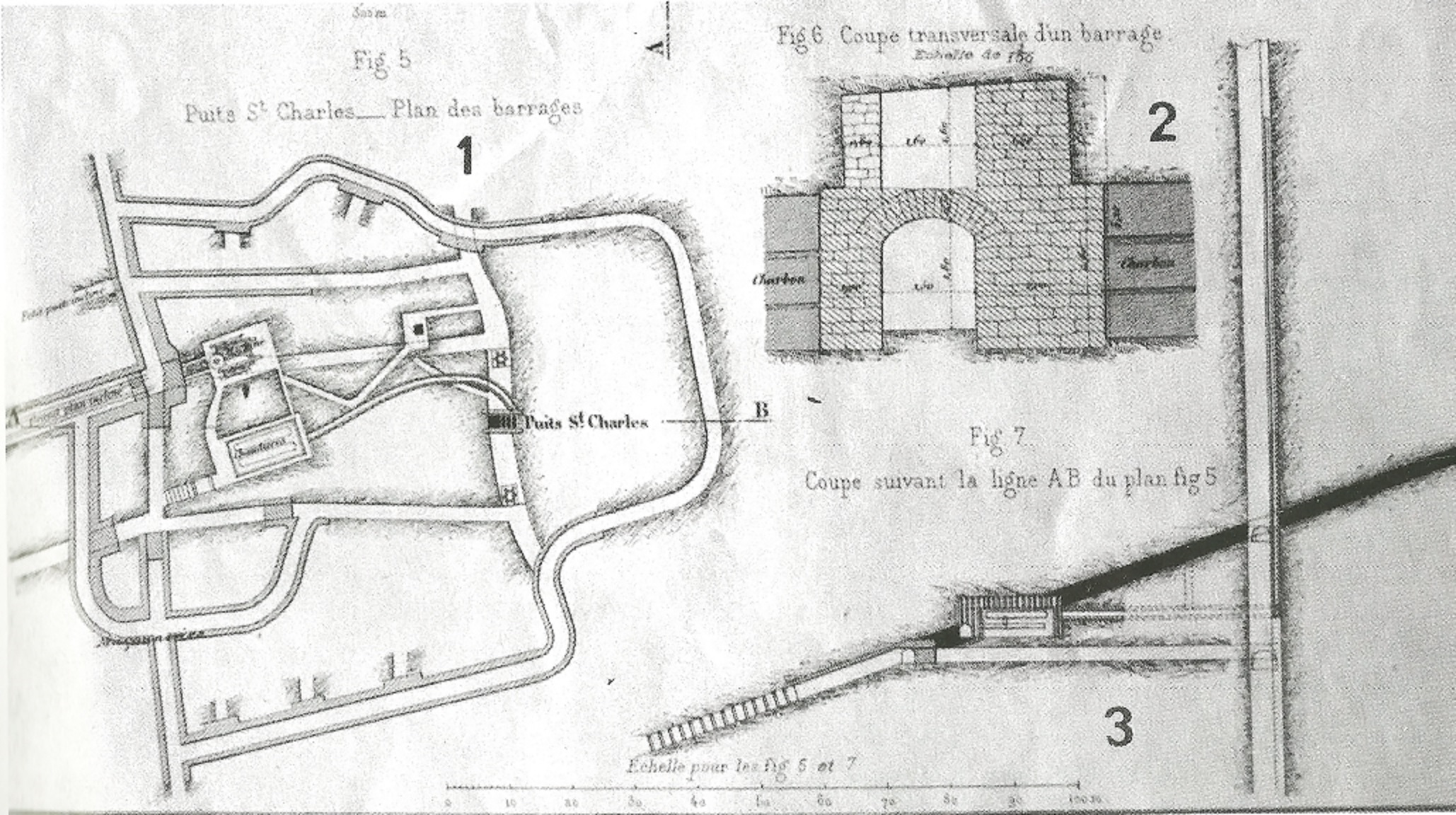
Plans du fond du puits. 1: plan de masse des galeries, 2: plan des barrages en brique, 3: plan en coupe du puits.

En 1849, l'exploitation du puits Saint-Charles s'étend progressivement en plus en direction du sud, de l'est et de l'ouest. La compagnie pense alors creuser un autre puits (le puits Saint-Joseph dont le fonçage commencera l'année suivante), mais le fonçage d'un puits peut durer de cinq à six ans et la compagnie a besoin de ressources immédiates. Elle décide alors de creuser, en même temps que le puits Saint-Joseph, un plan incliné qui doit atteindre la zone à exploiter plus rapidement. Le percement de cette galerie descendante débute en décembre 1849. Elle est d'abord équipée d'un manège à chevaux, mais ce système n'est pas assez performant, si bien que les ingénieurs réfléchissent à un nouveau système d’exploitation : la machine à taquets.
Une machine à taquets a déjà été installée au fond de la fosse Davy de la Compagnie des mines d'Anzin à La Sentinelle, dans le bassin minier du Nord-Pas-de-Calais, et les houillères ont décidé d'employer ce système à Ronchamp. Au départ, un seul et même circuit doit partir du puits Saint-Joseph puis emprunter le plan incliné avant de remonter par le puits Saint-Charles.

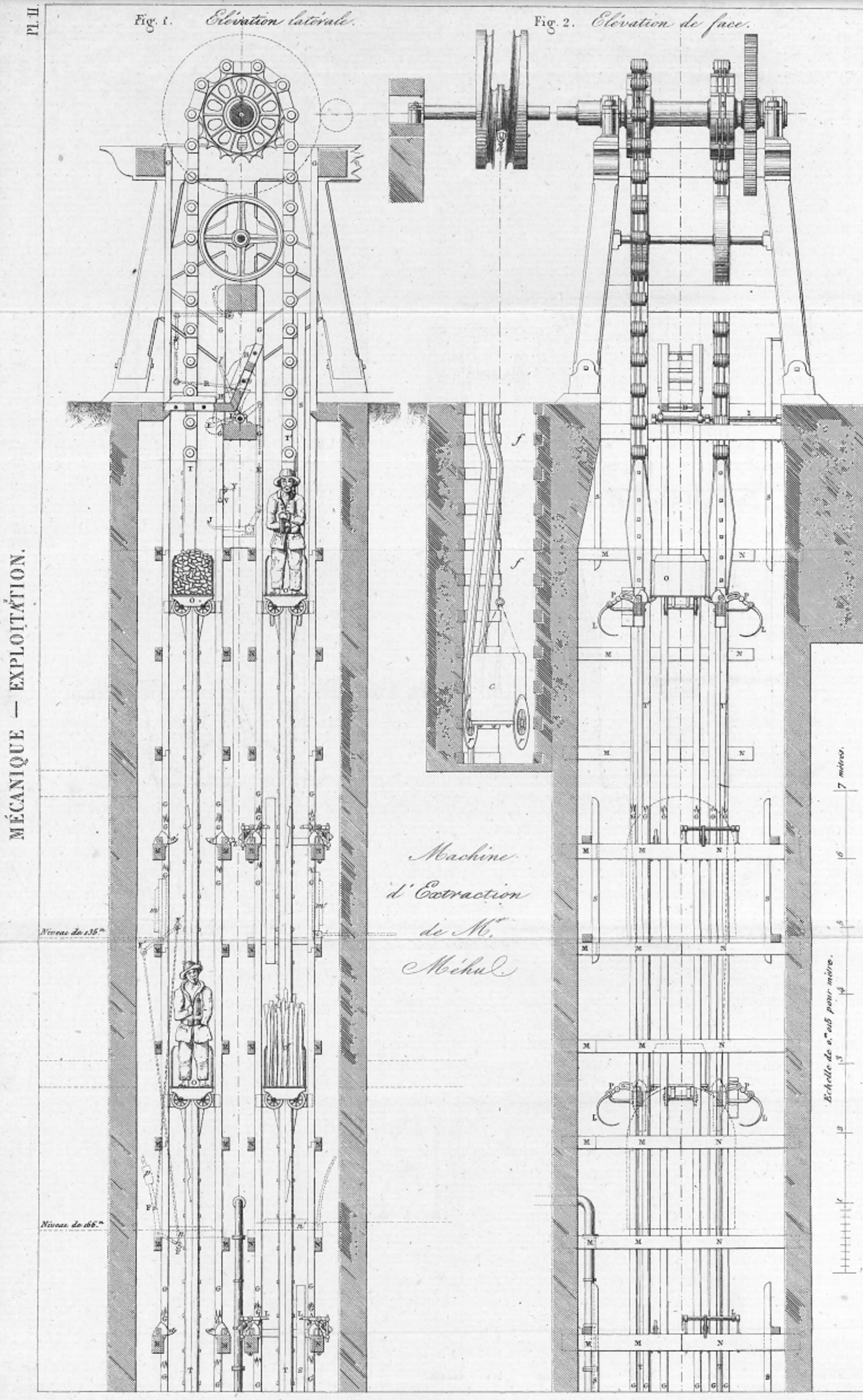
La machine à taquet.

En 1850, à plus de 200 mètres sous la surface, une machine à vapeur et deux chaudières sont installées dans une grande salle, à proximité des couches de charbon. Celle-ci se trouve à 50 mètres du puits, mesure 17 mètres de long, 8 mètres de large et 4 mètres de haut et est soutenue par une charpente massive en chêne dont certaines pièces atteignent 40 cm de côté. Cette machine à vapeur sert au fonctionnement de la machine à taquets installée dans le plan incliné de 700 mètres. Les machines et chaudières souterraines sont fournies par la maison Sthelier de Thann, comme le moteur et tout l'appareillage à taquets du puits vertical. Ces éléments sont installés et prêts à l'emploi le 20 mai 1852. Jusqu’en 1853, d'importants problèmes mécaniques de fonctionnement sont rencontrés, mais ils sont résolus au fur et à mesure des essais. L’ingénieur Schutz est l'un des instigateurs de cette initiative, la machinerie ayant été inventée par M. Mehu. À l'inverse, l’ingénieur Mathet, arrivé dans la compagnie en 1855, se montre très critique sur ce système et son adoption, le trouvant dangereux pour la vie des mineurs en raison de l'appel d'air qui peut perturber l'aérage voire provoquer un coup de grisou. Il décrit également la fragilité du boisage et les hautes températures que les chauffeurs doivent supporter. Le 19 octobre, les chaudières souterraines sont allumées mais, aussitôt, le feu, attisé par la cheminée d'appel de 250 mètres de haut, aspire tout l'air de la mine. Il en résulte de grandes difficultés d'aérage et l'envahissement des chantiers par le grisou. C'est le 12 mars 1853 qu'est mise en marche la machine à taquets du plan incliné. Les eaux accumulées au bas de la grande descenderie sont évacuées grâce à un grand nombre de pompes à bras établies du haut en bas du plan incliné sur une longueur d'environ 200 mètres. Ces pompes sont mises en marche par des femmes. Mais le 1er avril, malgré les précautions, un début d’incendie se déclare dans les boisages à proximité des chaudières.
En 1855 puis en 1856, le puits Saint-Charles obtient une production de 54 081 tonnes de charbon grâce à la machine à taquets. Cependant, l'abandon de cette machine est décidée la même année. Au même moment, les femmes sont renvoyées de la mine. L'année suivante, la machine est démontée et remplacée par une machine d'extraction à molettes. Celle-ci met en mouvement deux câbles, l'un montant, l'autre descendant et vice-versa. Ces câbles sont guidés chacun par deux longrines parallèles en bois.
Parallèlement à la machine à taquet du plan inclinée, une seconde machine du même type mais verticale et mise en service sur toute la hauteur du puits en mai 1852 en remplacement de la machine à bobine Meyer. Elle aussi connait de nombreuses pannes et nécessite des arrêts fréquents pour réajuster diverses pièces pendant plusieurs mois, mais aussi dans les années qui suivent. Finalement le conseil d’administration décide de revenir au système d'extraction par câble le 29 mars 1857 et la machine à taquet verticale est démontée en 48 jours à partir du 17 mai suivant. Un chevalement en bois de 9 mètres de haut est construit au-dessus du puits et la machine Meyer est rénovée.

### Accidents et catastrophes

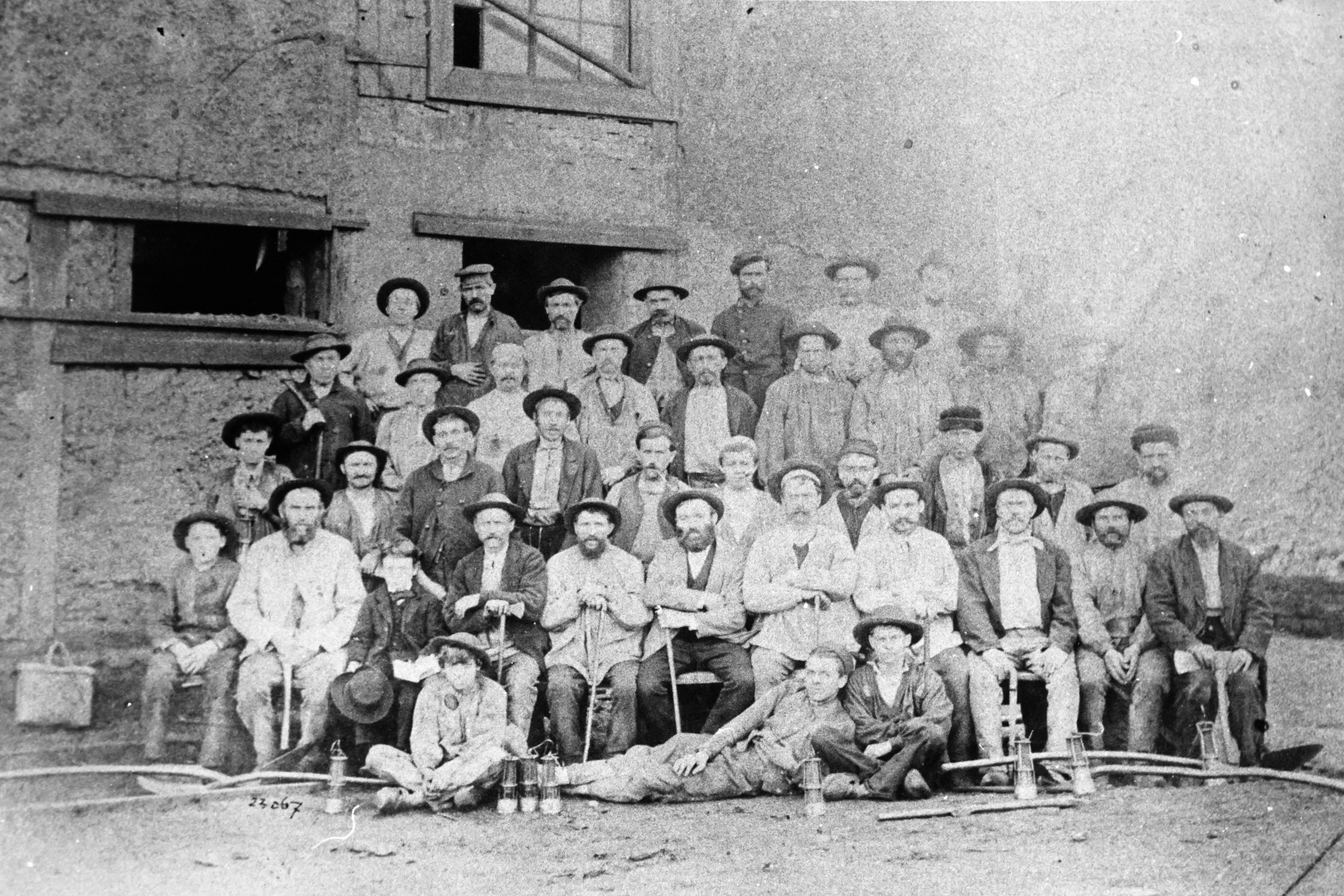
Des mineurs du puits vers 1880.

Trois coups de grisou se produisent en 1857 : huit mineurs périssent le 29 janvier, deux le 3 mars, et deux le 14 mars. Le 16 mars suivant, tous les ouvriers se mettent en grève à la suite de ces catastrophes. Le puits est jugé trop dangereux, car mal aéré et équipé de matériel défectueux. La direction porte plainte pour délit de coalition, mais la préfecture de Haute-Saône donne raison aux mineurs et l'ingénieur est condamné à la prison pour manquements flagrants à la sécurité.
Le 8 novembre 1857, un incendie se déclare dans la chambre des chaudières souterraines. Les orifices des puits no 7 et Saint-Charles sont fermés hermétiquement. Le 18 janvier, de l'année suivante un chien et une lampe allumée descendent jusqu’au fond du puits afin de tester la présence de grisou. Le 30 janvier, les orifices des deux puits sont rouverts. Toutefois, la ventilation énergique ranime le feu dans la houille. En 1859, l’eau envahit la mine à la suite d'une inactivité de plus de six mois.
En 1886, le puits est maçonné de haut en bas avec un diamètre de 3,30 mètres. Au fond sont installés, pour la première fois à Ronchamp, des cadres métalliques sur un kilomètre de galerie. Malheureusement en juin de la même année, un nouveau coup de grisou fait vingt-trois morts.

### La fin
Après la catastrophe de 1886, une bonne partie des galeries et du chantier est détruite. De plus, les quarante ans d’exploitation intensive ont beaucoup épuisé le gisement ; le puits se retrouve donc quasiment abandonné. Mais trois ans plus tard, la forte demande de charbon pousse la compagnie à remettre l'intégralité du site en état pour reprendre l'exploitation.
En 1891, la fosse est aménagée pour accueillir une centaine d'ouvriers, mais deux ans plus tard, les travaux sont de nouveau arrêtés, et seule l'eau est remontée du puits. L'année suivante, l’exploitation est reprise pour évacuer des restes de panneaux houillers, dont le poids est estimé à 10 000 tonnes. Ils sont déhouillés au rythme de 100 tonnes par jour par une centaine d'ouvriers. En octobre 1895, les ouvriers terminent le dépilage et procèdent au déboisage. Ces travaux sont achevés en décembre de la même année. Le puits est ensuite remblayé.

## Reconversion
Le puits est remblayé de janvier à juin 1896 avec un rythme d'une dizaine de wagons de schiste par jour. En mai, un bouchon d'argile et de béton de huit mètres d'épaisseur est installé pour rendre le puits étanche. Les installations de surface sont démolies, mis à part le bâtiment des machines reconverti en habitation et un autre bâtiment qui accueille des logements et le magasin « La Ruche ». Ce magasin adjacent est démoli en 2005 après avoir été ravagé par un incendie.
Au début du XXIe siècle subsistent encore plusieurs bâtiments de la fosse, dont le bâtiment de la machine d'extraction, très bien conservé et repeint en blanc, ainsi que le grand bâtiment de logement des maîtres-mineurs et la cantine. Tous ces bâtiments sont devenus des logements.

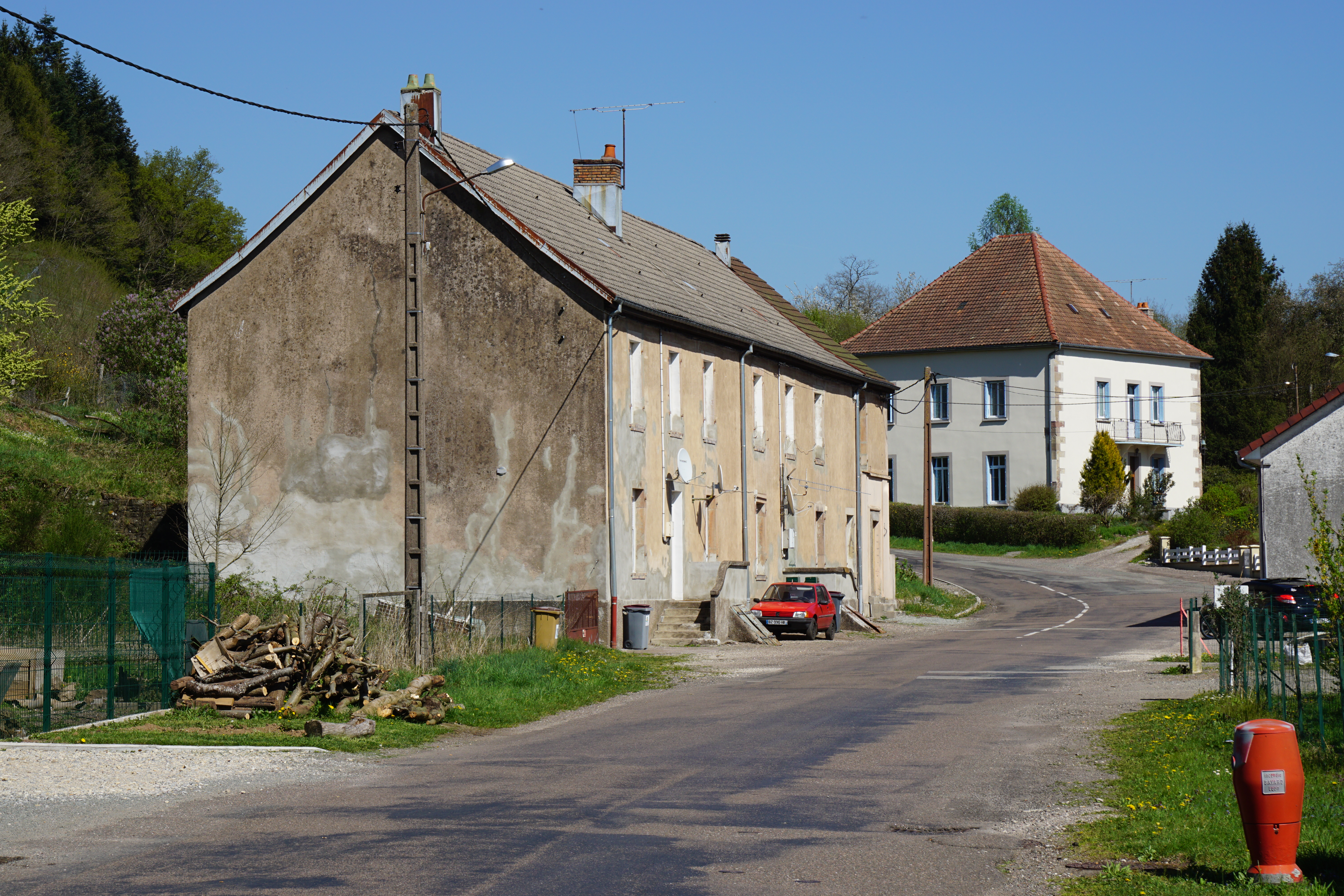
Le carreau du puits Saint-Charles en 2015.
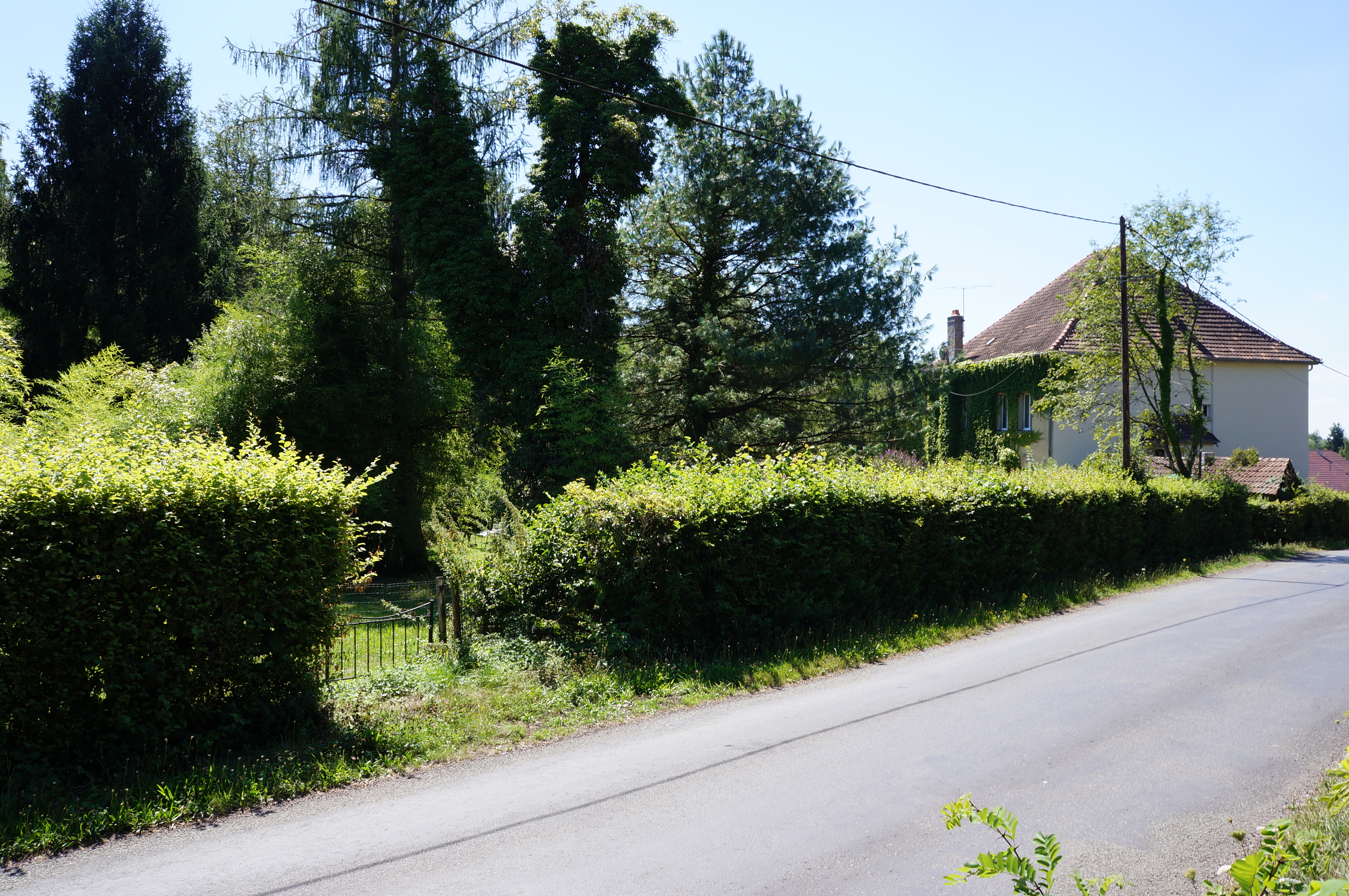
Zone où se situe le puits.

## Cité minière et commerces

L’environnement du puits Saint-Charles et de ses installations annexes.
Terrils
Bâtiments miniers
Cité minière
- Réseau des houillères
- Ligne de Vesoul à Plancher-les-Mines (Chemins de fer vicinaux de la Haute-Saône)
- Ligne de Paris-Est à Mulhouse-Ville (Compagnie des chemins de fer de l'Est puis SNCF)

47° 42′ 08″ N, 6° 38′ 41″ E

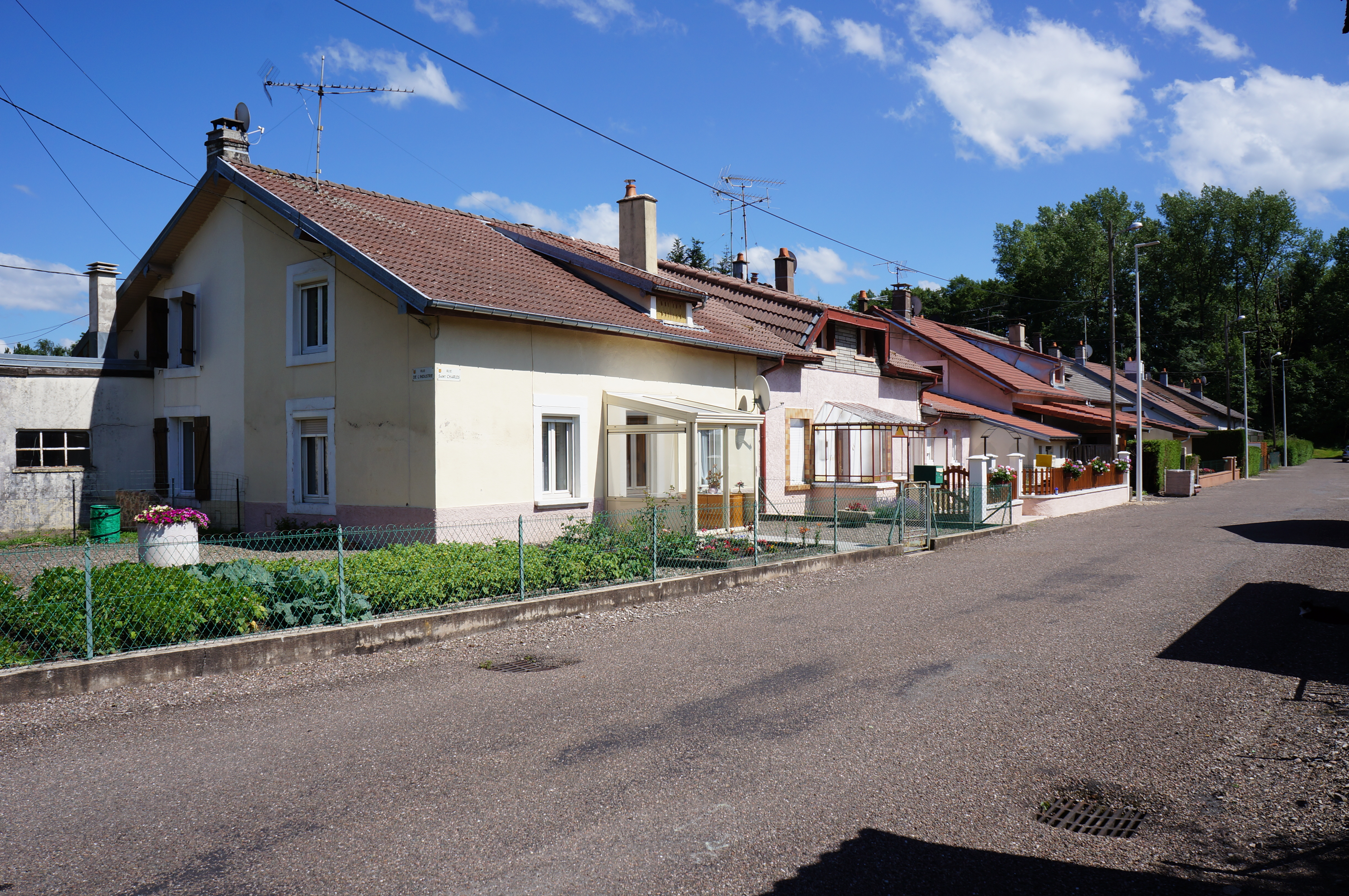
La cité Saint-Charles.

En 1866, un magasin de denrées alimentaires et de vêtements est construit sur le carreau du puits Saint-Charles, à côté des bureaux. Il est ensuite enrichi d'une boulangerie et d'une boucherie, le commerce est alors nommé « La Ruche ». Ce magasin est géré par la compagnie et les achats des mineurs sont directement déduits de leur salaire grâce à leur carnet de commande et de paye. Après la Seconde Guerre mondiale, le magasin devient une société anonyme coopérative avec des actions en bourse.
Afin de loger l'importante main-d'œuvre employée au puits Saint-Charles, une cité minière est construite en 1872 à quelques dizaines de mètres du carreau de fosse. Elle se compose de quatre maisons construites en moellons de grès crépi, qui disposent chacune d'un étage et sont couvertes de toits à longs pans en tuile mécanique,,. Bien qu'au départ les houillères aient voulu construire 24 logements, elles doivent y renoncer pour des raisons financières. Chaque maison est divisée en quatre logements comprenant deux chambres, une cuisine, une cave, un grenier et un jardin par famille,. Les maisons sont classées le 11 mars 2010 à l'inventaire général du patrimoine culturel.

## Le terril
47° 42′ 06″ N, 6° 39′ 01″ E
Le terril du puits Saint-Charles est un terril plat assez étendu où les stériles se sont entassés pendant un demi-siècle. Entre 1926 et 1931, les schistes du terril sont triés au centre de lavage des houillères pour en extraire le charbon restant, qui sert de combustible aux chaudières de la centrale électrique installée dans la plaine du Chanois.
En juin 1993, l'ancien terril de 15 mètres de haut, contenant 35 000 m3 de schiste, prend feu. Une usine voisine (la MagLum) y enfouissait auparavant ses déchets tels que du zinc, du cyanure, du nickel, du soufre, de la mousse de polyuréthane, de l'hydrogène sulfuré, des phénols et des dérivés d'hydrocarbure. Une épaisse fumée noire se dégage au-dessus des communes de Ronchamp et de Champagney, entraînant l’inquiétude et la mobilisation de la population. Des analyses de gaz et des suivis sanitaires des enfants sont effectués (27 d'entre eux se plaignent de différents symptômes : vomissements, nausées, maux de tête, irritations de la gorge ou des yeux). Les analyses révèlent une teneur en métaux lourds (dont aluminium) 750 fois supérieure à la norme, mais aussi des traces de trichloréthylène et de vapeurs de nitrate. Malgré l’intervention des pompiers et la mise en place de tranchées et de barrières coupe-feux, l’incendie perdure pendant des mois,,. Il faut alors déplacer une partie du terril en 1994 pour l'éteindre. Le terril sert ensuite de remblais pour une route. Le puits Saint-Charles possède toujours un vaste terril même si une grande partie en a été retirée au cours de l'incendie.

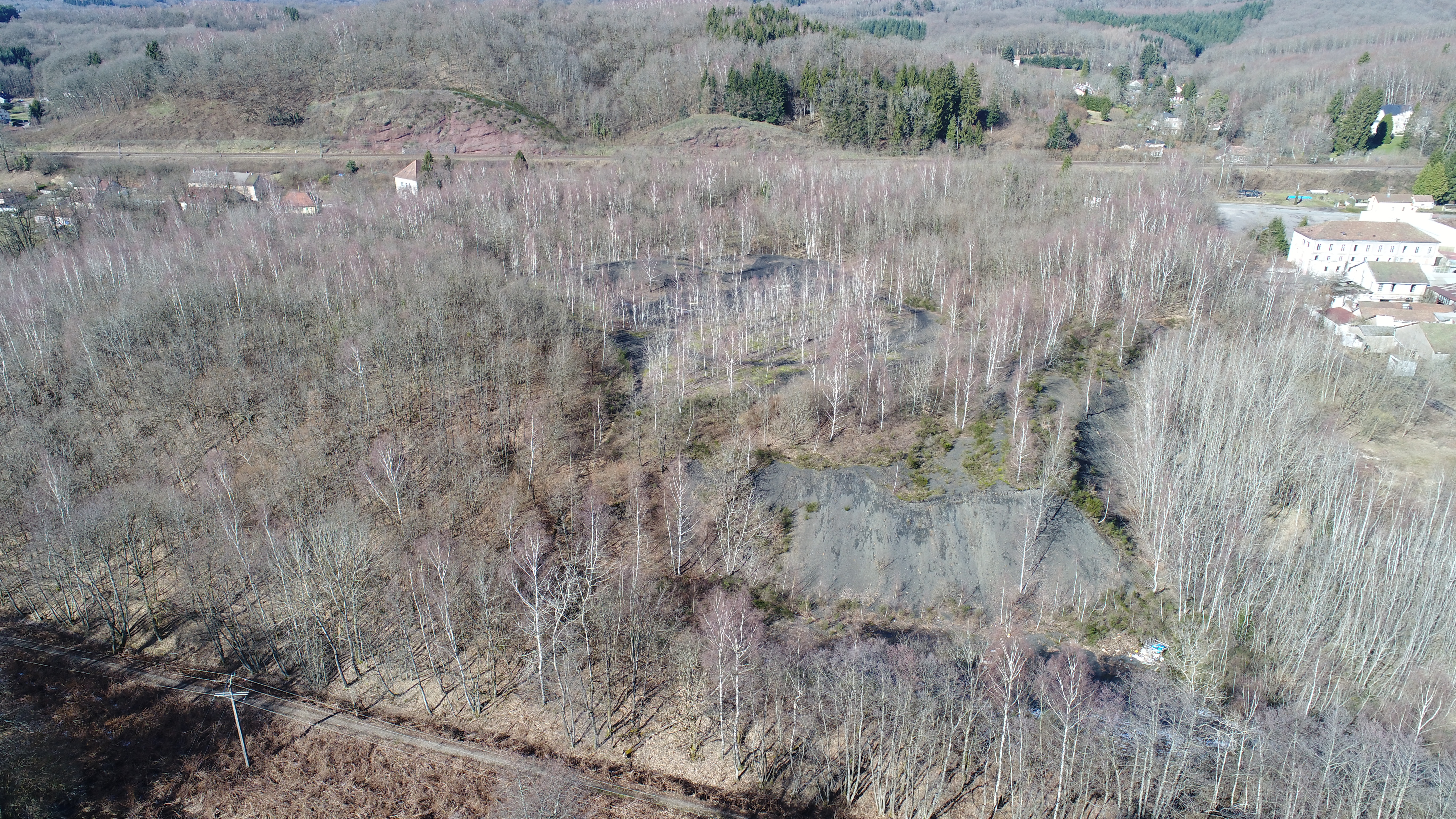
Vue aérienne générale du terril, des bâtiments du puits et des grands bureaux.
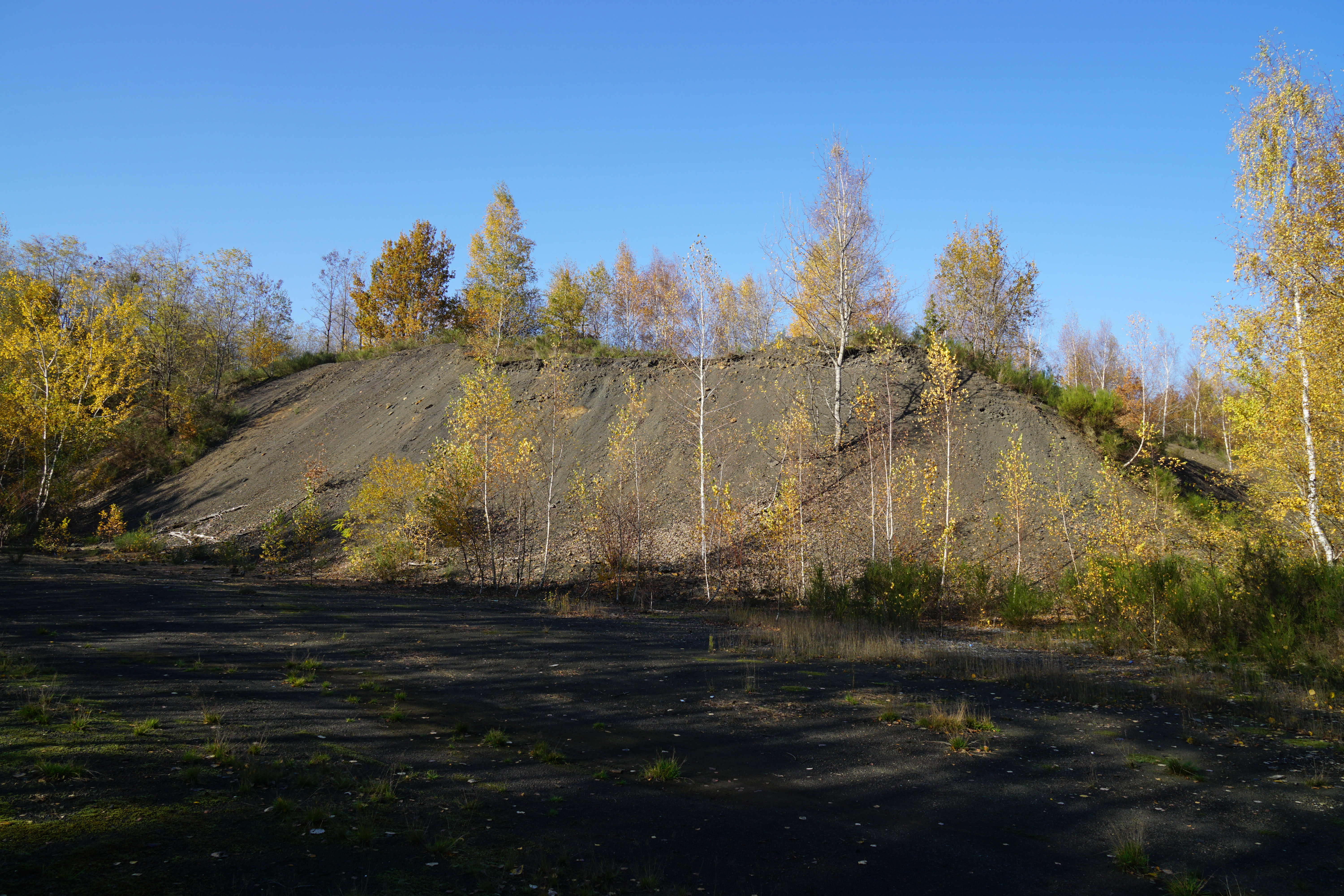
Vue sur le terril.
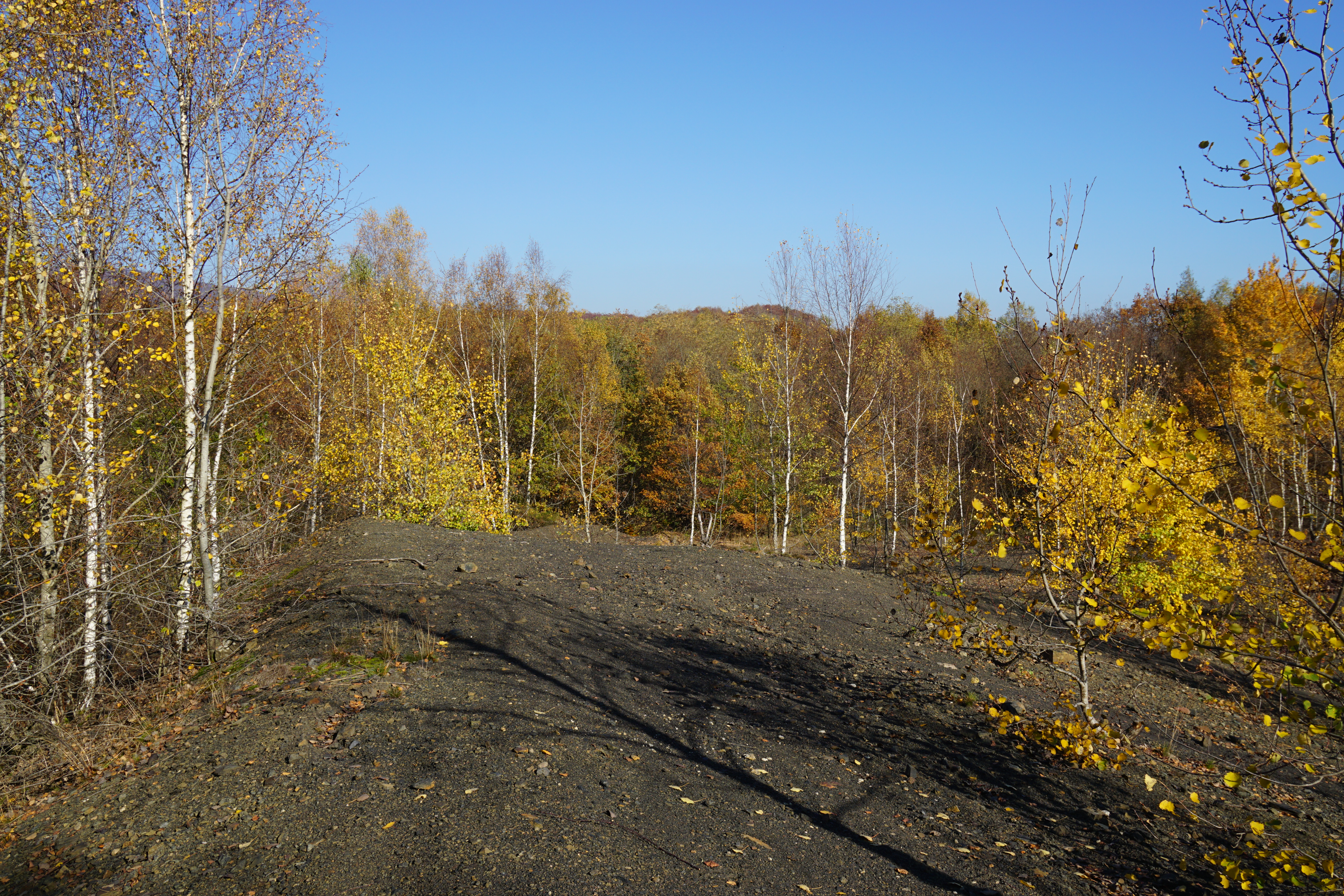
Le sommet.

## Les ateliers et bureaux

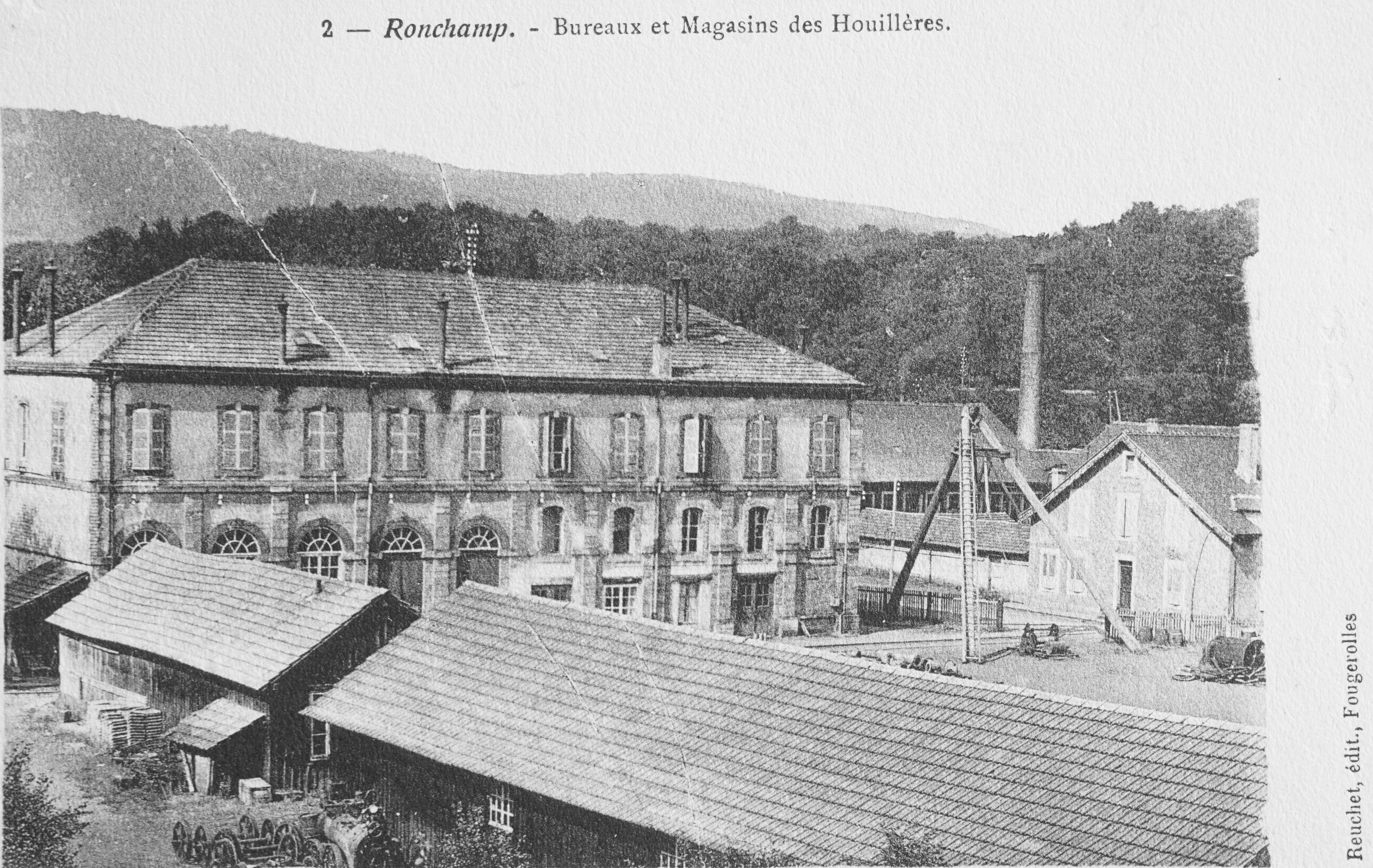
Les grands bureaux et les ateliers.

47° 42′ 09″ N, 6° 39′ 11″ E
Peu après l'ouverture du puits et ses bons résultats, la compagnie décide l'installation de ses ateliers centraux et de ses bureaux à côté du puits et établit une liaison avec le réseau ferré. Ces installations resteront le centre névralgique des houillères jusqu'à leur fermeture en 1958. Le site est reconverti en usine de sous-traitance en construction automobile avant d'être désaffecté en 2008. Au début du XXIe siècle, les lieux servent aux expositions et aux jeux de tirs.

## La gare
47° 42′ 12″ N, 6° 39′ 12″ E

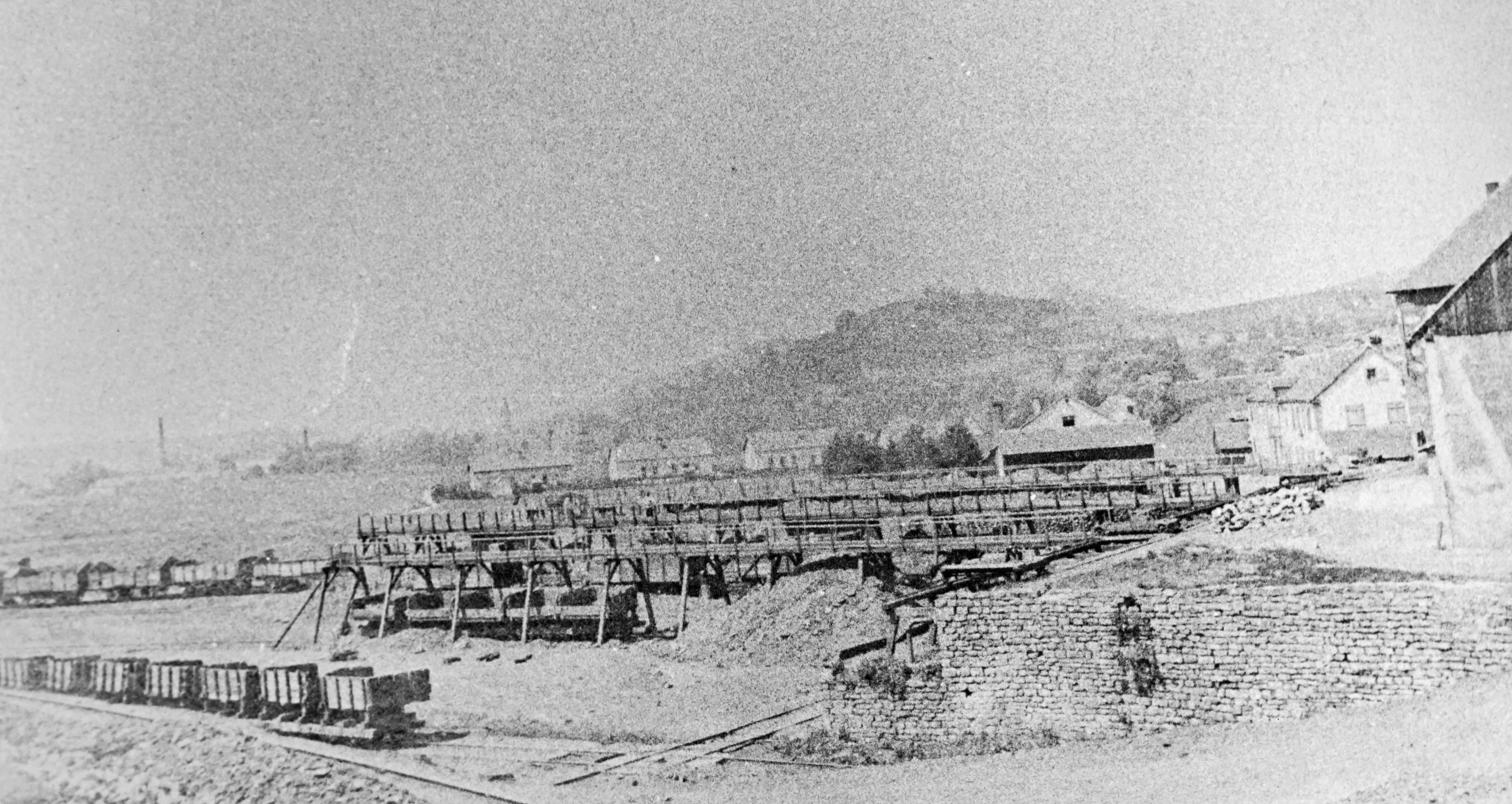
Le chargement des wagons de charbon à la sortie du puits.

Une fois les chariots de charbon remontés du puits Saint-Charles, ils sont vidés dans de grands wagons. Ces derniers sont transférés dans une gare située à proximité du puits par une voie ferrée construite en 1858 avant que le charbon ne soit expédié aux clients de la houillère, majoritairement alsaciens, par la voie ferrée de Paris-Est à Mulhouse-Ville,,.
Cette gare est exploitée du milieu du XIXe siècle jusqu'en 1958, date de fermeture des mines, après quoi elle est démantelée. Au début du XXIe siècle, le site de la gare est envahi par la végétation et seuls subsistent quelques vestiges des installations et du réseau.